# Vartusjärvi
Vartusjärvi är en sjö i Finland. Den ligger i kommunen Savitaipale i landskapet Södra Karelen, i den södra delen av landet, 180 km nordost om huvudstaden Helsingfors. Vartusjärvi ligger 81 meter över havet. Den är 4,83 meter djup. Arean är 1,03 kvadratkilometer och strandlinjen är 9,11 kilometer lång. Sjön  ingår i Vuoksens huvudavrinningsområde.   Den ligger vid sjön Kuolimojärvi. I omgivningarna runt Vartusjärvi växer i huvudsak blandskog.